# مطبق (طعام)
المطبق هو فطيرة محشوة أو خبز مقلي في مقلاة تتكون من عجينة وحشوة المكونة غالبا من اللحم المفروم والبيض الكراث، ويوجد بشكل شائع في شبه الجزيرة العربية وشبه القارة الهندية وجنوب شرق آسيا، وخاصة في المملكة العربية السعودية واليمن وإندونيسيا وماليزيا وسنغافورة وبروناي وجنوب تايلاند. يمكن أن يختلف الاسم والمكونات بشكل كبير اعتمادًا على المكان. اسم المطبق باللغة العربية يعني "مطوي". وهو طعام شعبي في الشوارع في اليمن وإندونيسيا وماليزيا وتايلاند وسنغافورة.
يُوصف المطبق غالبًا بأنه فطيرة عجة مطوية حارة مع قطع من الخضار. الشكل الأكثر شيوعًا للمطبق مصنوع من الكريب المقلي المحشو عادةً بالبيض المخفوق والكراث المفروم والثوم أو البصل الأخضر واللحم المفروم، والذي يتم طيه وتقطيعه إلى مربعات. في إندونيسيا، المطبق هو أحد أكثر الأطعمة الشعبية في الشوارع ويعرف باسم مارتاباك.
تتوفر المطبقات النباتية، فضلاً عن الأنواع المختلفة من الدجاج والحشوات الأخرى، في العديد من المطاعم اليمنية والهندية الإسلامية في سنغافورة. ويمكن العثور عليها في مناطق مثل ليتل إنديا وشارع العرب.
في ماليزيا، كان المطبق يُباع في الأصل في المطاعم والأكشاك الهندية الإسلامية، وعادةً ما يتضمن اللحم المفروم (لحم البقر أو الدجاج، وأحيانًا لحم الماعز، أو لحم الضأن) إلى جانب الثوم والبيض والبصل، ويُؤكل مع الكاري أو المرق، أو شرائح الخيار، أو البصل المخلل بالشراب أو صلصة الطماطم. يُباع الطبق في جميع أنحاء البلاد، مع اختلافات متنوعة في المكونات وأسلوب الطهي، وقد تبناه الباعة المسلمون الملايويون أيضًا. في اليمن، عادةً ما يتضمن المطبق أيضًا لحم الماعز أو لحم الضأن.

## المعلومات الغذائية
تحتوي حصّة المطبّق (100غ تقريباً) بحسب موقع شهية، على المعلومات الغذائية التالية:
- السعرات الحرارية: 326
- الدهون: 17
- الدهون المشبعة: 5
- الكوليسترول: 36
- الكاربوهيدرات: 31
- البروتينات: 13

## معرض صور

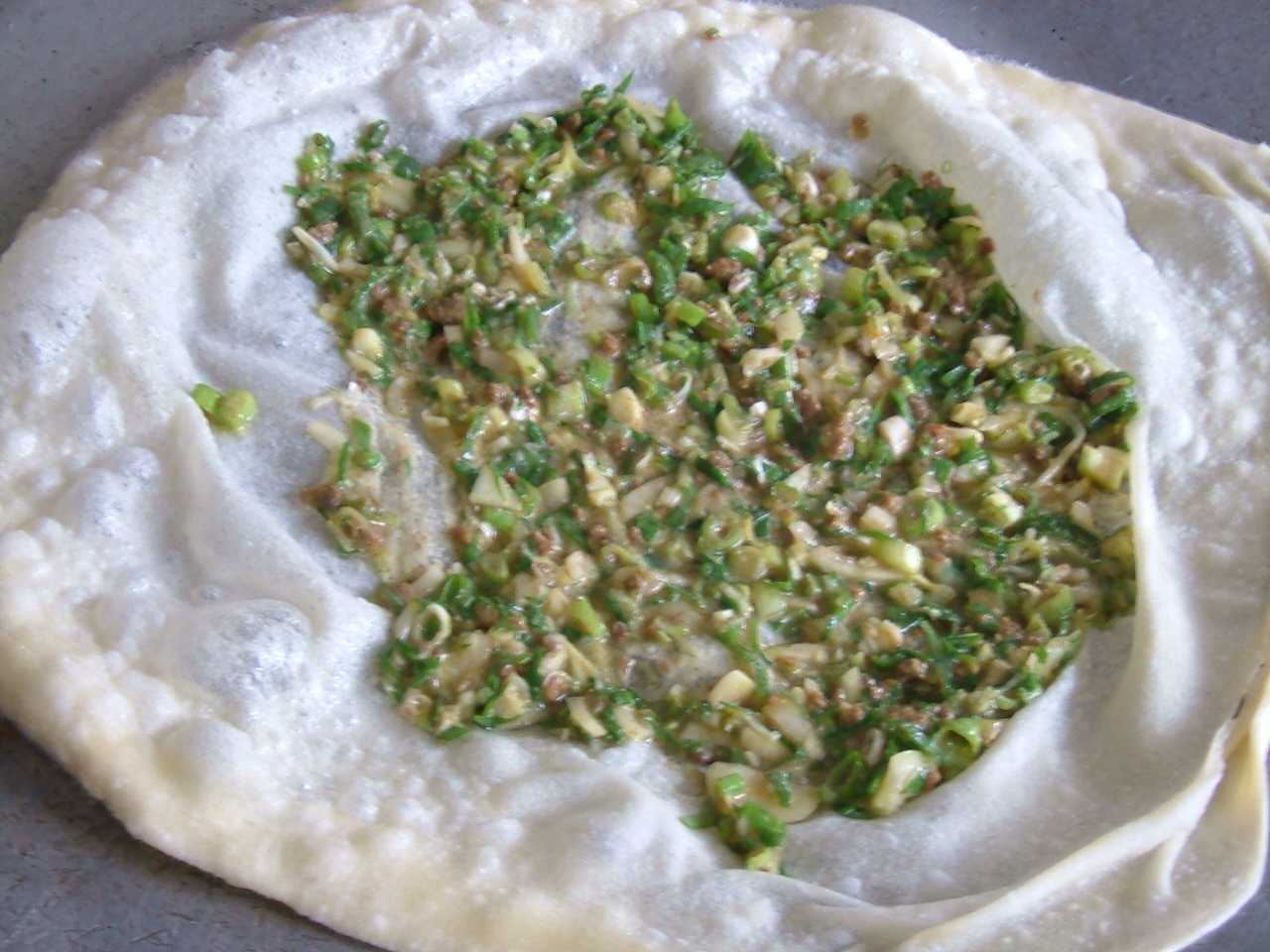
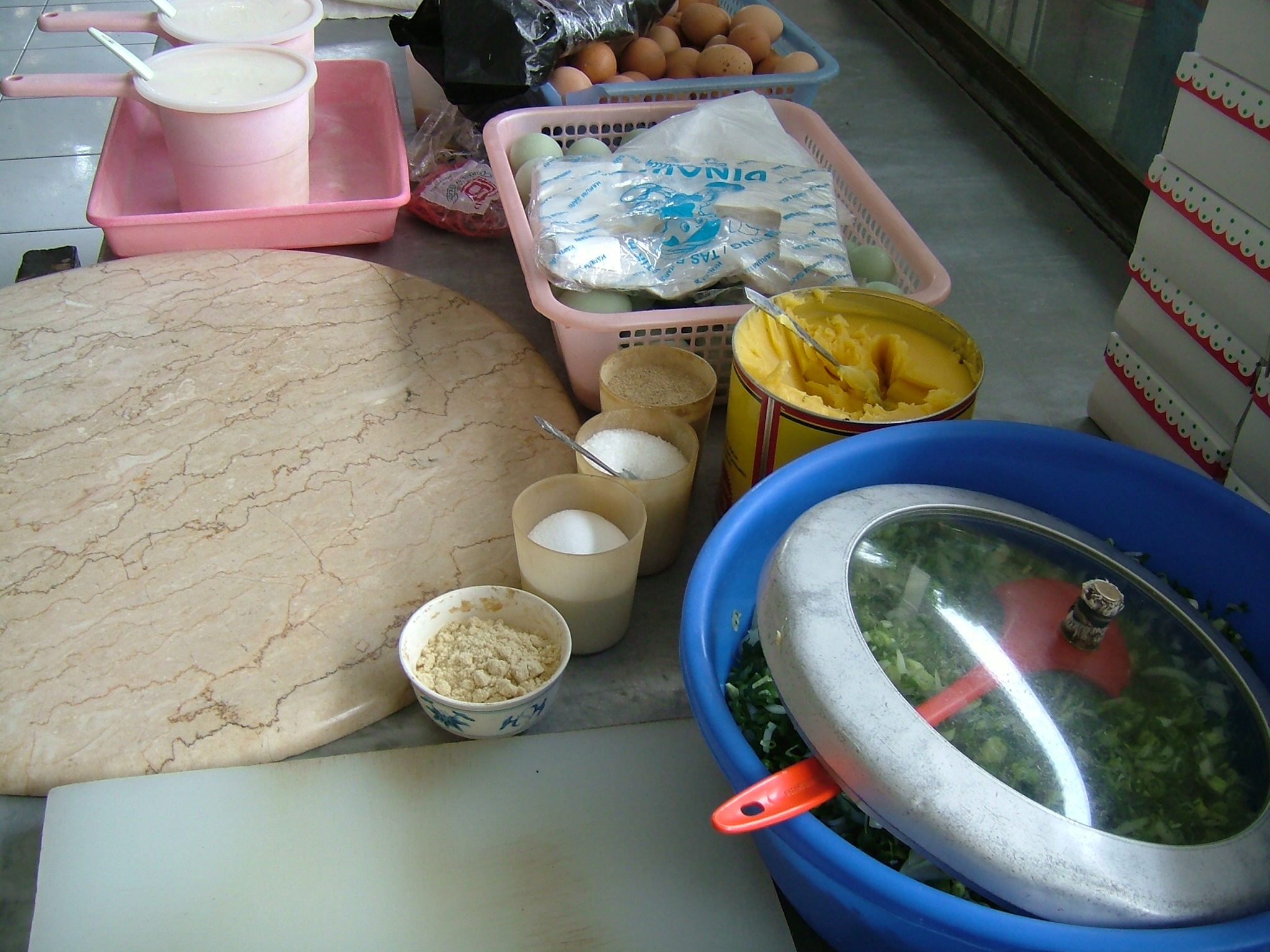
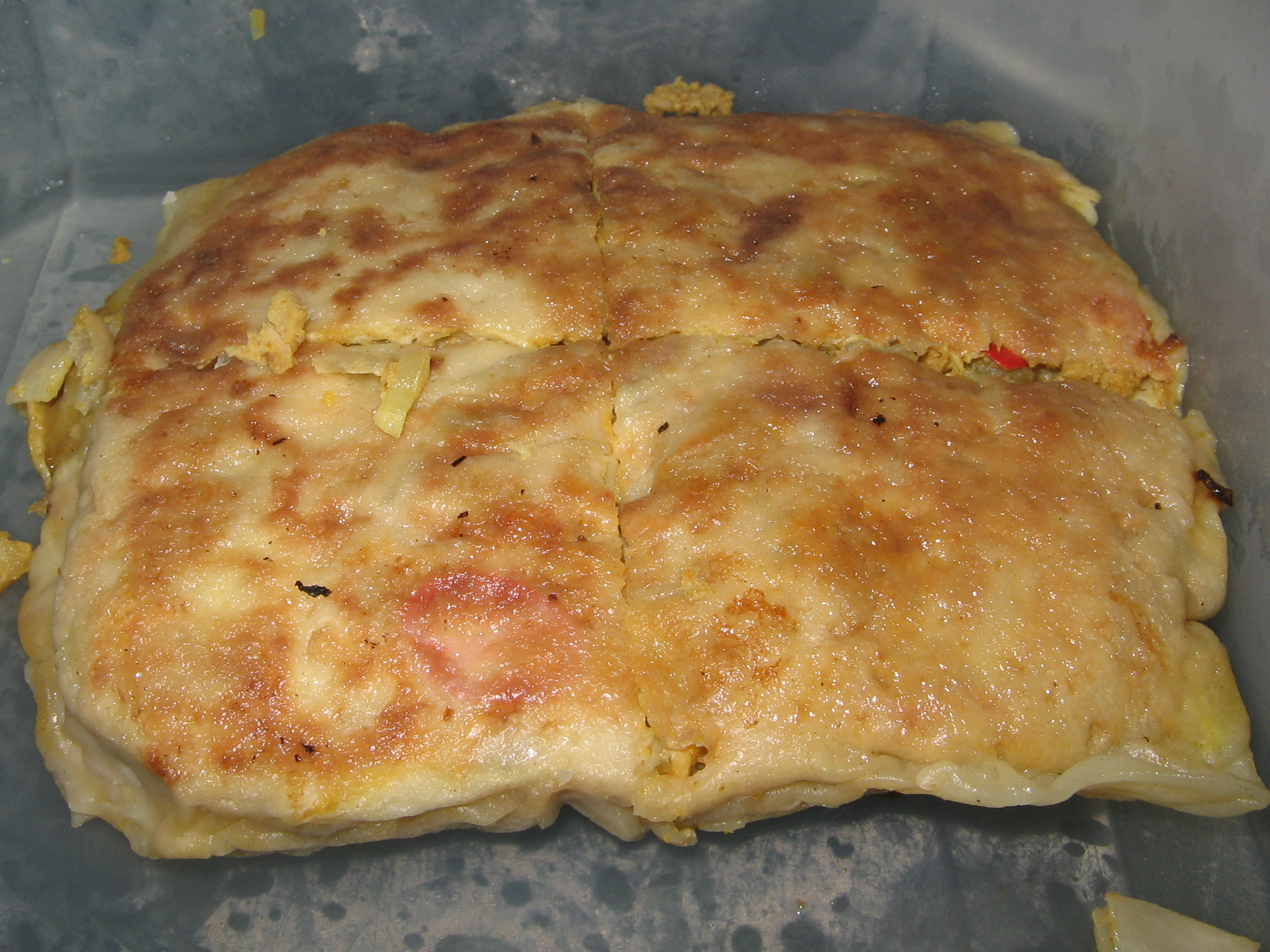
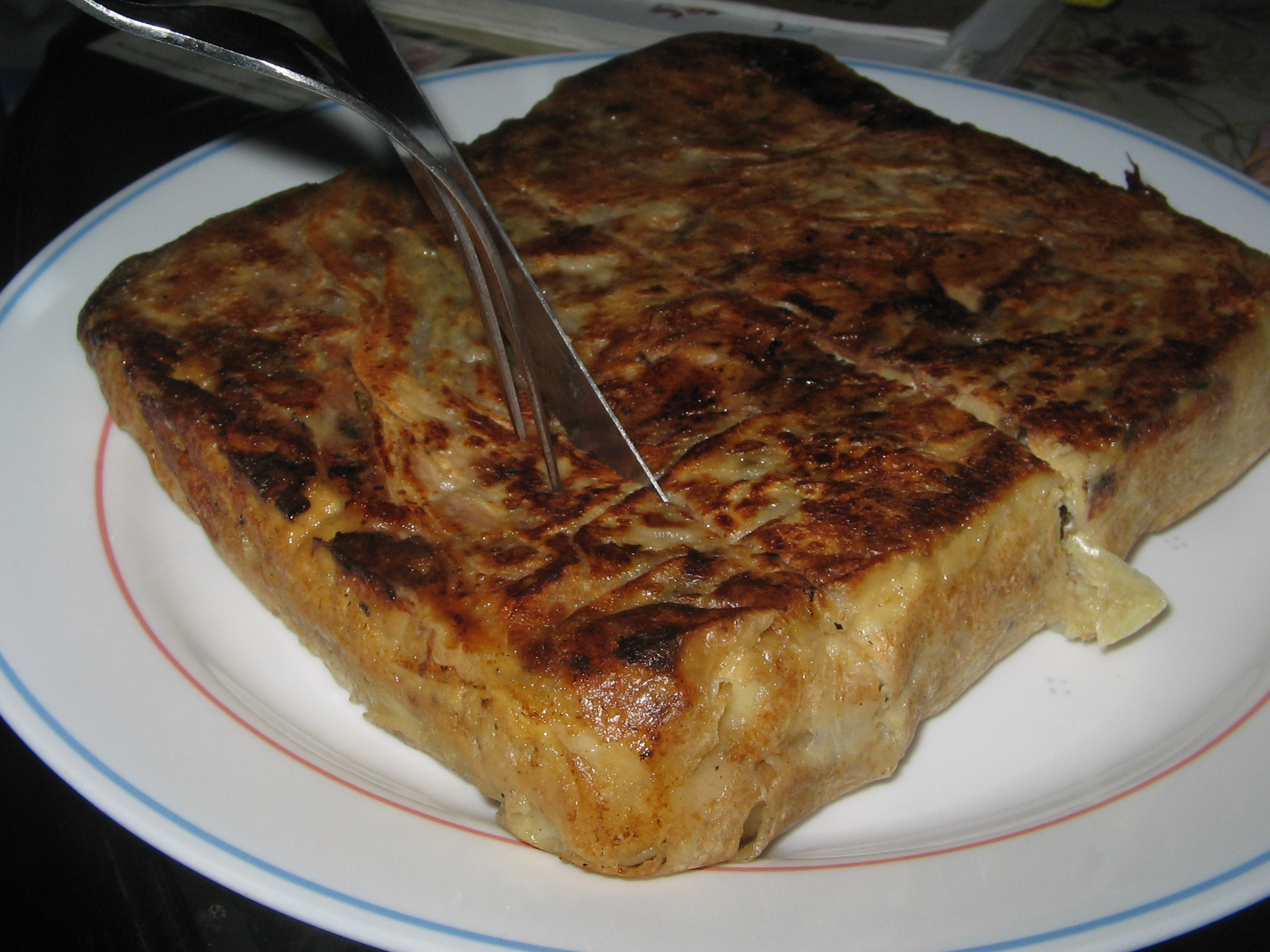
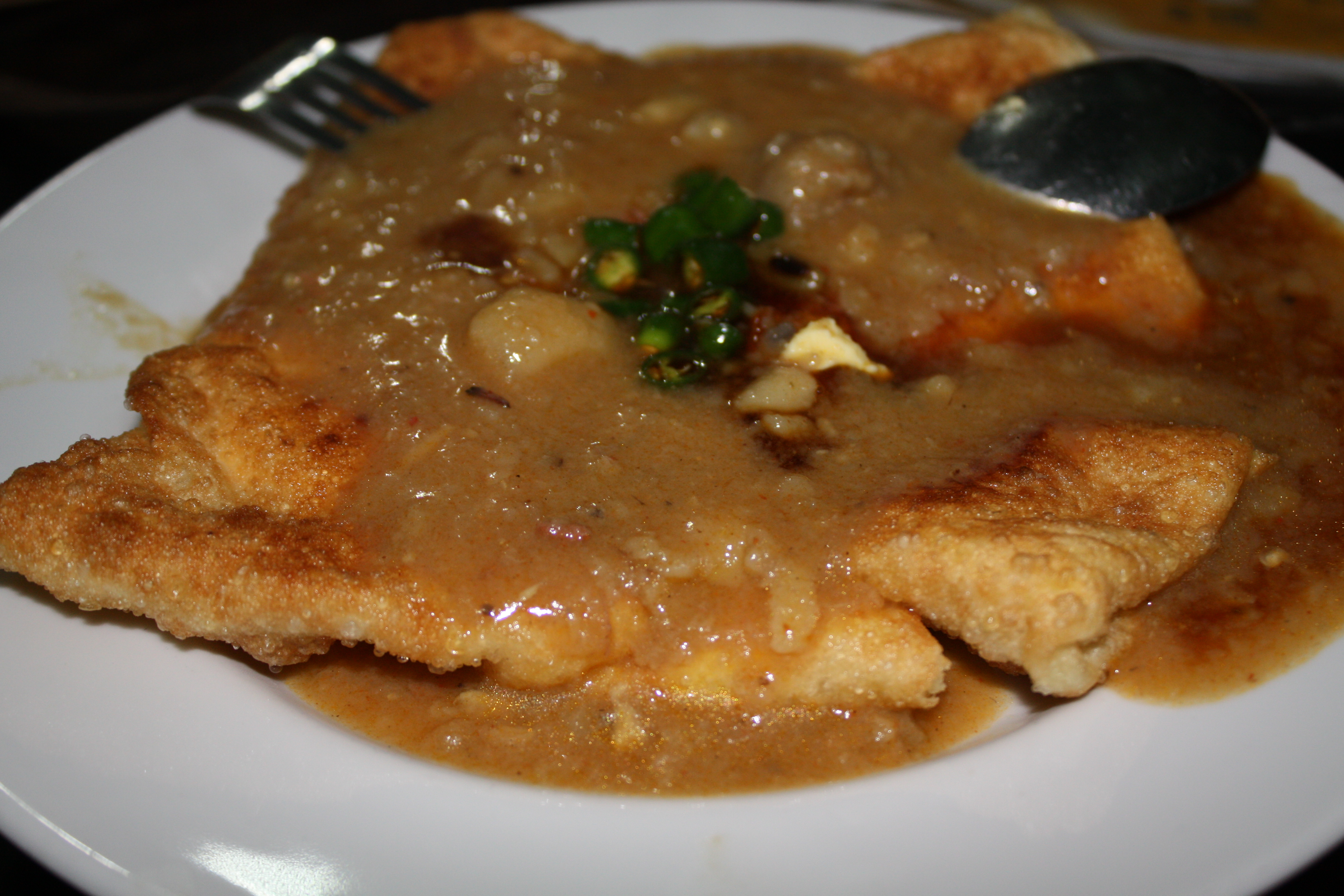
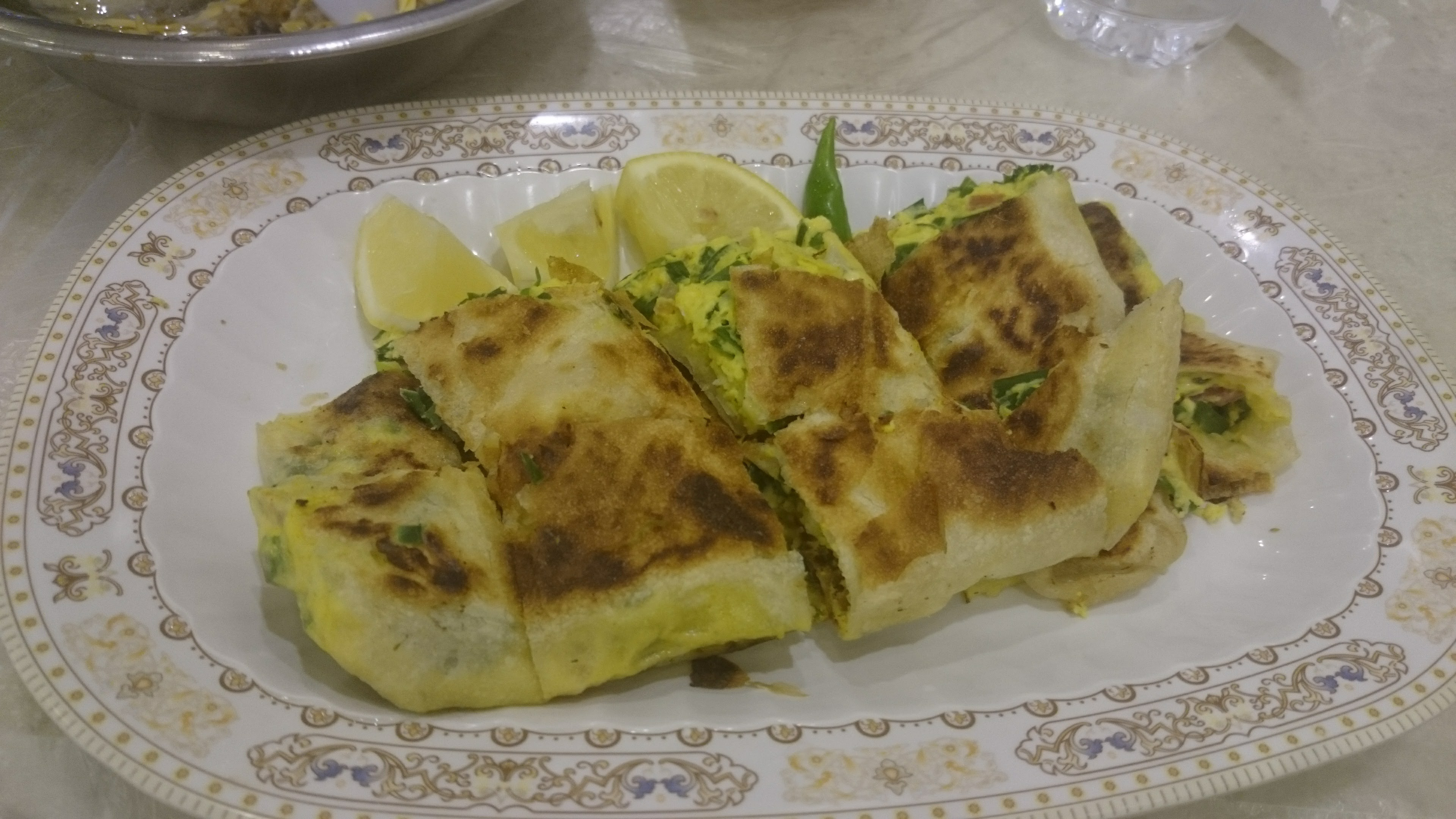
مطبق يمني